# Jai Opetaia
Jai Tapu Opetaia (* 30. Juni 1995 in Westmead, New South Wales) ist ein australischer Profiboxer und aktueller IBF-Weltmeister im Cruisergewicht. Er wird vom Ring Magazine auf Platz 1 der Weltrangliste geführt (Stand Juni 2025).

## Amateurkarriere
Er begann im Alter von acht Jahren mit dem Boxsport, boxte als Amateur im Schwergewicht und trainierte in Wyongah, nördlich von Sydney. Er wurde 2009 Australischer Schülermeister, 2010 Australischer National Golden Gloves Champion und 2011 Australischer Juniorenmeister. Zudem gewann er im Juli 2011 die Junioren-Weltmeisterschaft in Astana, wobei er sich gegen die Starter aus der Türkei, Kasachstan, Russland und Deutschland durchsetzen konnte.
2012 gewann er im Alter von erst 16 Jahren die Australischen Meisterschaften in der Elite-Klasse (Erwachsene), die Ozeanischen Jugend- und Juniorenmeisterschaften in Papeete, sowie die Ozeanische Olympiaqualifikation in Canberra. Daraufhin nahm er als jüngster Boxer (17 Jahre, 33 Tage) an den Olympischen Sommerspielen 2012 in London teil, unterlag dort jedoch im Achtelfinale knapp mit 11:12 gegen Teymur Məmmədov.
Im November 2012 gewann er zudem eine Bronzemedaille bei der Junioren-Weltmeisterschaft in Jerewan. 2013 und 2014 gewann er erneut die Australischen Meisterschaften.

## Profikarriere
Seit August 2015 boxt er bei den Profis. Im Juli 2017 wurde er Australischer Meister und OPBF-Champion im Cruisergewicht. Im Oktober 2017 besiegte er den ungeschlagenen Frankie Lopez durch Knockout in der ersten Runde und wurde dadurch IBF-Jugendweltmeister im Cruisergewicht.
Nach weiteren regionalen Titelgewinnen konnte er in seinem 22. Profikampf um die IBF-Weltmeisterschaft im Cruisergewicht antreten und siegte dabei am 2. Juli 2022 einstimmig nach Punkten gegen den lettischen Titelträger Mairis Briedis (28-1). Seine erste Titelverteidigung gewann er am 30. September 2023 durch TKO in Runde 4 gegen den ebenfalls ungeschlagenen Briten Jordan Thompson (15-0).
Nach einem KO-Sieg gegen den ungeschlagenen Ellis Zorro (17-0) verteidigte er den IBF-Titel im Mai 2024 im Rahmen eines Rückkampfes einstimmig gegen Mairis Briedis (28-2). Im Oktober 2024 gewann er eine weitere Titelverteidigung durch TKO gegen Jack Massey (22-2).
Am 8. Januar 2025 siegte er durch KO in Runde 4 gegen David Nyika (10-0) und am 8. Juni 2025 in einer weiteren Titelverteidigung durch KO in Runde 5 gegen den Italiener Claudio Squeo (17-0).